# Uomini topo
Uomini topo è un singolo della cantautrice italiana Carmen Consoli, pubblicato il 3 aprile 2018 come primo estratto dal terzo album dal vivo Eco di sirene.

## Descrizione
(Carmen Consoli su Uomini topo)
La canzone è stata ripresa da una versione precedente più breve, la sigla delle serie web Noi due (e gli altri). Il brano è stato scritto dalla stessa cantautrice, che nell'esecuzione suona anche la chitarra acustica, accompagnata da un violino e da un violoncello.
La canzone è stata definita dalla cantante come "spiazzante" e "provocatoria": racconta infatti "la mancanza di empatia tra le persone e di come sia diventata difficile la convivenza e la tolleranza tra gli esseri viventi". La stessa copertina del singolo ritrae una trappola per topi che ha come esca dei dollari, a rappresentare l'importanza che la società contemporanea dà all'immagine e al giudizio veloce, sempre alla ricerca di slogan.
Sulle riflessioni che vengono proposte dalla canzone, la cantautrice afferma:

## Il brano
L'introduzione, in seguito alla sigla del telegiornale, racconta in sordina un esperimento scientifico in cui si è riusciti a combinare il DNA del topo con quello dell'uomo, così da rafforzare la "capacità di adattamento" di quest'ultimo.
La canzone si sposta poi a raccontare episodi e conversazioni di tutti i giorni, descritti con ironia: un cocker che urina "sui sacchi della spesa" (proprio quelli di chi parla), gli sguardi "spietati e lanciati con soddisfazione" di chi sorpassa a destra con l'automobile, chi discutendo al cellulare sul treno costringe ad ascoltare gli altri passeggeri, un figlio che cerca di fare accettare alla madre il fatto di essere vegetariano.
Sono vari i richiami all'attualità e gli inviti contro i preconcetti: un dottore risponde a un insulto razzista dicendo che "preso in tempo il razzismo non è mortale", l'affermazione che mettere i pregiudizi da parte "è questione di educazione, apertura mentale" contro un insulto omofobo pronunciato dopo, la certezza che a togliere il peccato originale possa essere "un vaccino speciale".

## Video musicale
Il videoclip, diretto da Giacomo Citro, è stato pubblicato da Vevo il 9 aprile 2018.
Il video è stato girato al Forum Village di Roma, dove è stato registrato anche l'album di provenienza della canzone, Eco di sirene.
Nel filmato musicale è presente Carmen Consoli insieme alle musiciste Emilia Belfiore e Claudia Della Gatta: le tre suonano rispettivamente la chitarra acustica, il violino e il violoncello, come difatti nella registrazione in studio del brano. Nel video i sorrisi delle tre artiste si fanno via via più rigidi e falsi, per lasciare infine spazio a smorfie e strattoni.

## Tracce
Download digitale
1. Uomini topo – 3:36

Vinile 7'' 45 Giri
1. Uomini topo – 3:36
2. Tano – 4:09

## Formazione
- Carmen Consoli – voce, chitarra acustica, basso
- Elena Guerriero – sintetizzatore, tastiera, percussioni
- Emilia Belfiore – violino
- Claudia Della Gatta – violoncello